# Ukwi
Ukwi est une ville du Botswana.